# عدوة القرويين
عدوة القرويين أو عدوة القيروانيين هي القسم الشرقي من مدينة فاس قديمًا، حيث كانت فاس بعد تأسيسها تنقسم إلى عدوتين (عدوة القرويين وعدوة الأندلسيين)، وبنى عدوة القرويين المولى إدريس سنة 193 هـ، بعد سنة من بنائه لعدوة الأندلس، ليستقر بها الوافدون عليها من القيروان في تونس.
ويذكر المؤرخون أن هذه المدينة التاريخية قد عرفت في ذلك العهد نزوح وهجرة القيروانيين حيث عمل أميرها على إسكانهم بالضفة الشرقية من وادي فاس، وسماها عدوة القيروانيين، ولكثرة الاستعمال خُففت فأصبحت القرويين. وتحتضن عدوة القرويين مسجد القرويين الذي شيدته فاطمة الفهرية.

## التسمية
تذكر العديد من الكتب التاريخية أنّه عندما فرغ إدريس الثاني من بِناء مدينة فاس وأدار السّوُر على أجمعها أنزل بها القبائل وكل قبيلةٍ بنحاحية، وسميت عدوة القرويين لأن أول من نزل بها مع إدريس ثلاثمئة بيت من أهل القيروان الدين كانوا قد وفدوا إلى مدينة فاس، لذلك سميت بهم ونُسبت اليهم.
سجل المؤرخون أن عدوة القرويين كانت تضم أجمل الرجال مقارنة بنظيرتها عدوة الأندلسيين التي كانت تضم أجمل النساء وأشجع الرجال، كما اشتهرت عدوة القرويين بثمرة الأترج الحمضية التي كانت تزرع فيها حصرا.

## أنظر أيضا
- عدوة الأندلسيين